# Mario Payeras
Mario Payeras, (Chimaltenango, 1940 - México, D. F. 1995) fue un filósofo, poeta, ensayista y líder de la guerrilla guatemalteca. 

## Biografía
Estudió filosofía en la Universidad de San Carlos de Guatemala (USAC), en la Universidad Nacional Autónoma de México (UNAM), y en la Universidad de Leipzig, Alemania. Durante el gobierno del coronel Jacobo Arbenz Guzmán fue miembro de la juventud del Partido Guatemalteco del Trabajo (PGT), lo que le permitió, unido a sus dotes intelectuales, ser becado en los países socialistas. En Guatemala formó parte de las filas del Ejército Guerrillero de los Pobres (EGP) en 1968, como uno de sus fundadores y como miembro de su Dirección Nacional. Payeras fue el ideologo de la estrategia político militar del EGP, el cual se enfocó en las regiones petroleras de la Franja Transversal del Norte de Guatemala, específicamente las recientemente pobladas selvas del Ixcán.  

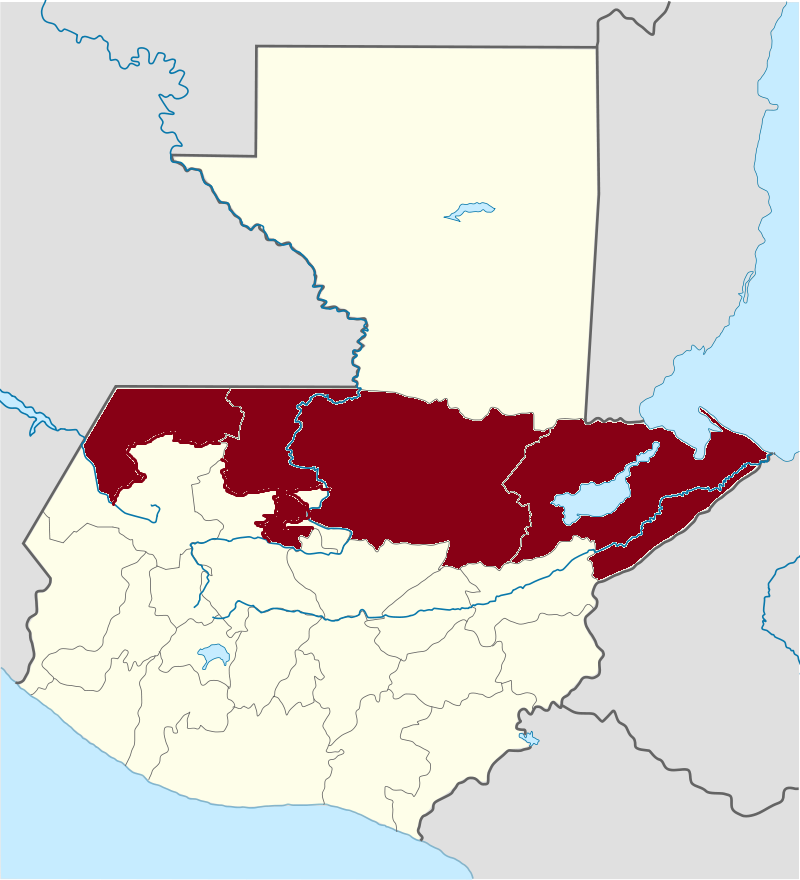
Franja Transversal del Norte. Formada para fomentar la agricultura en 1970, durante los gobiernos militares de Kjell Eugenio Laugerud (1974-1978) y de Fernando Romeo Lucas García (1978-1982) se descubrió petróleo en Huehuetenango y Quiché, ambos en la Franja, lo que llevó a cruentos combates por las montañas, especialmente en la rica región petrolera de Ixcán, entre el ejército guatemalteco y el EGP.

Payeras formó parte del primer contingente que formó el foco original del EGP en las selvas del Ixcan en 1972, y de sus experiencias escribió su obra «Los Días de la Selva».  Luego de la ofensiva militar en 1981-82 en la Franja Transversal del Norte por parte del régimen del general Fernando Romeo Lucas García y luego del golpe de Estado del 23 de marzo de 1982, por el gobierno del general Efraín Ríos Montt, Payeras planteó la derrota militar de la insurgencia y propuso una discusión para el cambio de estrategia de lucha revolucionaria que fue rechazada por la dirección del EGP. A raíz de ello rompió con su organización en 1984 por diferencias éticas, políticas e ideológicas. Junto con un destacado contingente de cuadros que le siguieron  formó una nueva organización revolucionaria no armada, llamada «Octubre Revolucionario». Fue compañero de vida de Yolanda Colom.

## Muerte
Abandonado años más tarde por varios de sus seguidores, y viviendo en la clandestinidad falleció en México, D.F. en 1995. Sus restos fueron enterrados en un lejano cementerio del sudeste mexicano junto a los del legendario líder guerrillero guatemalteco Marco Antonio Yon Sosa y del guerrillero indígena Achí. Pocos años después sus restos mortales fueron sustraídos por mano criminal y desaparecidos para siempre.
Fue incluido en el Diccionario de Autores y Críticos Guatemaltecos
Ha sido traducido a varios idiomas incluyendo el inglés y el alemán.

## Obras
- Los días de la selva, testimonio, 1981
- El trueno en la ciudad, testimonio, 1987[3]
- El mundo como flor y como invento, cuentos, 1987
- Latitud de la flor y el granizo, ensayo ecológico, 1991
- Los fusiles de octubre, ensayos militares, 1991[4]
- Asedio a la utopía, ensayo, 1996
- Poemas de la zona reina, poesía, 1997